# Uska-Rússkaia
Uska-Rússkaia (en rus: Уська-Русская) és un poble del krai de Khabàrovsk, a Rússia, que el 2012 no tenia cap habitant. Pertany al districte rural de Vàninski.